# Cordial (dulce)

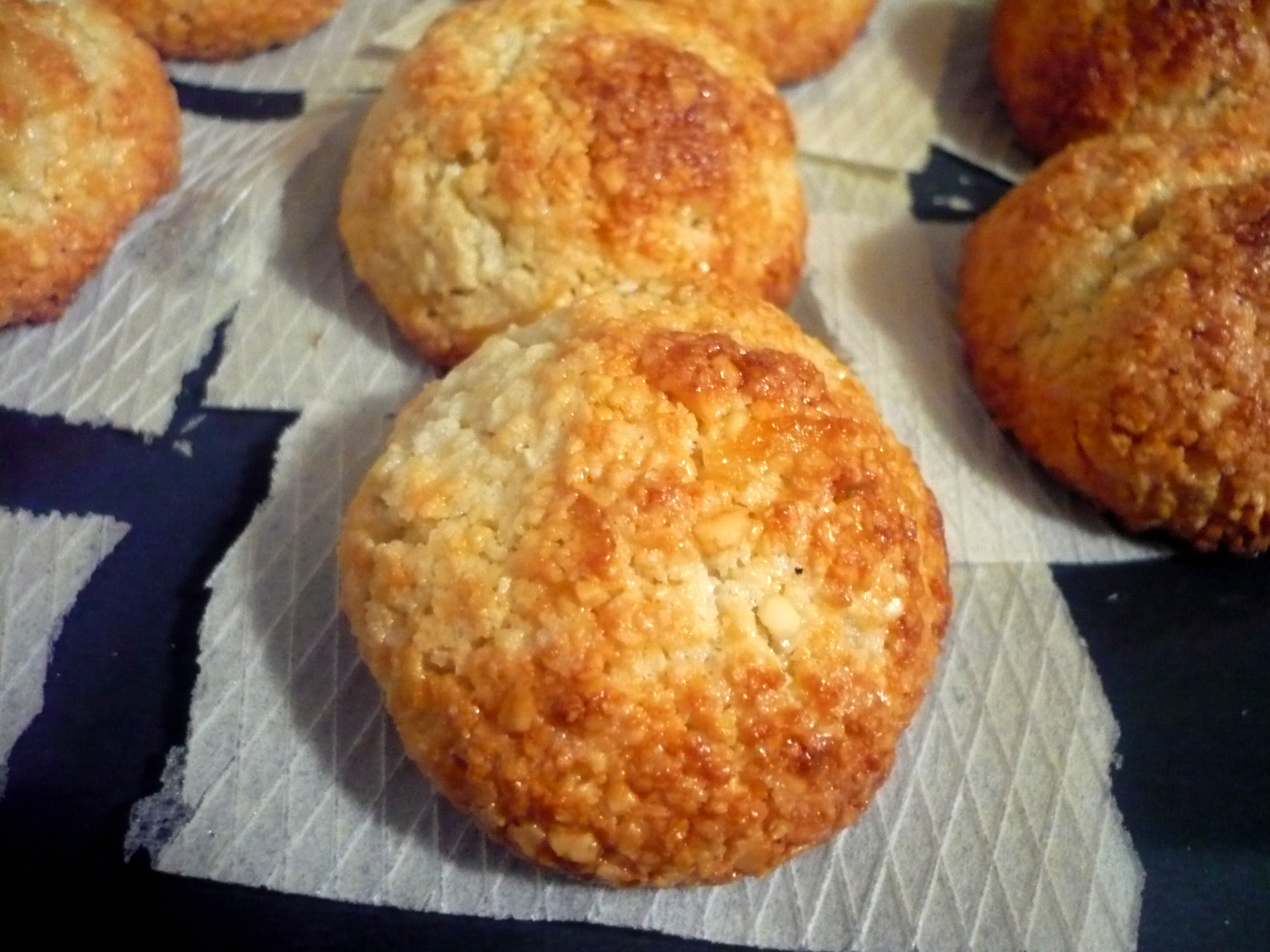
Cordiales tras ser horneados

Los cordiales son dulces de la Región de Murcia y de la zona del levante español en general. Son típicos de la Navidad y se suelen servir acompañados de otras golosinas como mazapanes, peladillas, polvorones, turrones y tortas de pascua.
Se elaboran haciendo una masa de almendra molida, azúcar, huevo y raspadura de limón, para ser horneados con forma de pequeñas bolas sobre trozos de oblea. En el entorno de la Huerta de Murcia los cordiales suelen ir rellenos de cabello de ángel, mientras que en el Campo de Cartagena son típicos los cordiales rellenos de dulce de batata o boniato y en la zona del Altiplano murciano los cordiales se elaboran sin relleno y reciben el nombre de cristóbalas.
Como tantos otros dulces tradicionales, se inventaron dentro de las puertas de un convento. Se pueden consumir durante todo el año, pero es necesario que sea en los cinco días posteriores a su realización, ya que al tener un contenido muy húmedo, se estropean con el paso del tiempo, reblandeciéndose y perdiendo el dulzor.